# .de
.de is het achtervoegsel van Duitse domeinnamen. De .de-domeinnamen worden uitgegeven door de DENIC (Deutsches Network Information Center). Sinds 1986 worden er .de-namen uitgegeven.
.de staat voor de eerste twee letters van Duitsland (Deutschland). Het is na .com de meest voorkomende extensie op internet.